# 변 (성씨)
변(卞, 邊)씨는 중국과 한국의 성씨이다.

## 법 변 卞
변(卞)씨는 2015년 대한민국 통계청 인구조사에서 78,156명으로 조사되어 한국 성씨 인구 59위이다. 본관은 초계(草溪), 밀양(密陽) 등 2본이다.
변씨(卞氏)는 중국(中國) 천수(天水:지금의 감숙성 위천도에 속한 지명)에서 계출(系出)된 성씨이며, 주(周)나라 문왕(文王)의 여섯째 아들인 숙진탁(叔振鐸)이 조후(曹侯)에 봉해지고 변읍(卞邑)을 식읍(食邑)으로 하사(下賜) 받아 지명을 따서 성(姓)으로 삼은 것이 시초이다.
초계 변씨(草溪 卞氏)는 당(唐)나라 천보년간(天寶年間: 742년 ∼ 755년)에 예부상서(禮部尙書)를 지낸 변원(卞源)이 743년(경덕왕 2) 황명(皇命)을 받들어 8학사의 한 사람으로 「효경(孝經)」을 가지고 신라에 동래(東來)하여 정착한 것이 시초라고 한다. 그러나 그후의 세계(世系)가 실전(失傳)되어 고려 성종(成宗) 때 문과(文科)에 급제하고 문하시중(門下侍中)으로 팔계군(八溪君)에 봉해진 변정실(卞庭實)을 시조(始祖)로 한다. 변정실의 아들에 의하여 변광(卞光)의 장파(長派), 변요(卞耀)의 중파(仲派), 변휘(卞輝)의 계파(季派)로 갈라졌다.
생원 변요(卞耀)의 손자 변고적(卞高迪)이 밀양에 세거(世居)하면서 밀양 변씨(密陽 卞氏)로 분관하였다. 변고적의 6대손 변옥란(卞玉蘭)이 고려조에서 호조판서, 병조판서와 이조판서를 역임한 후 조선이 개국되자 검교판중추원사(檢校判中樞院事)에 임명되고 개국원종공신에 책훈되었다. 변옥란의 아들 변중량(卞仲良)은 태조 이성계(李成桂)의 백형인 이원계(李元桂)의 사위로서 1395년 원종공신(原從功臣)에 녹훈되었다. 변중량의 동생 변계량(卞季良)은 조선 태종 때 예조판서 등을 거쳐 대제학(大提學)을 역임하였다.
2015년 인구는 초계 변씨 53,860명, 밀양 변씨 18,750명이다.

## 성씨로서의 변(邉)
변(邉)씨는 2015년 대한민국 통계청 인구조사에서 60,633명으로 조사되어 한국 성씨 인구 62위이다. 본관은 원주(原州), 황주(黃州), 장연(長淵) 등 3본이다.
『문헌비고(文獻備考)』에 의하면 변씨(邊氏)는 은(殷)나라(동이족국가) 왕족 미중(微仲)의 후예이다. 송(宋)나라 평공(平公) 시대에 어융(御戎)의 자(字)가 자변(子邊)이라서 후손이 어융의 자(字)를 성(姓)으로 삼았다.
『삼국사기(三國史記)』에 신라 진평왕 때 북한산주(北漢山州) 군주(軍主)였던 변품(邊品), 신라의 나마(奈麻)로서 당나라에 사신으로 파견된 변산(邊山) 등이 기록되어 있다.
문정(文丁)은 상나라(은)의 29대 군주이다. 태정(太丁)으로도 불리고 이름은 탁(托)이고, 제을(변씨의 조상 미중의 아버지), 비간,기자의 아버지이다.
변품(邊品)
통일신라 전인 진평왕대에 북한산주군주로 삼국통일을 위한 싸움에서 활약했던 신라인으로 삼국사기에 3회에 걸쳐 기록이 전한다.
북한산주(北漢山州) 군주(軍主)가 맡는다. 군주는 관등(官等)이 급찬(級湌: 9位) 이상 이찬(伊湌: 2位) 이하가 맡는 주(州)의 장관으로 사실상 진골(眞骨)이 맡는 자리다.
변산(邊山)
남북국시대 통일신라에서 당나라에 파견된 사신.
[출처: 한국민족문화대백과사전(변산(邊山))]
변멸성(邊蔑性)
신라말(新羅末) 토호(土豪), 아들 균여대사[(均如大師) 불교 문학(佛敎文學)]의 선각자(先覺者)
균여(均如, 923년~973년)는 고려의 승려이다. 속성은 변(邊)씨이며, 본관은 황주이다
변사정(邊士貞 장연변씨) 변응정(邊應井 : 원주변씨) · 변이중(邊以中 : 황주변씨)과 더불어 임란의 삼변충장(三邊忠壯)으로 일컬어졌다

### 장연 변씨
장연 변씨(長淵 邊氏)의 시조 변유녕(邊有寧)은 중국 농서(隴西) 사람이며, 당나라에서 문하습비후(門下習秘侯)를 지내고 신라에 귀화하여 대아찬(大阿餐)을 지낸 변경(邊鏡)의 증손(曾孫)이다. 그는 1138년(인종16) 중문지후(中門祗侯)에 이르렀고 연성부원군(淵城府院君)에 봉해지면서 장연(長淵 : 황해남도 장연군)에 정착하였다고 한다.
9세손 변처후(邊處厚)가 1393년(태조 2) 문과에 급제하고, 조선 태조 이성계의 형인 이원계의 딸과 혼인하여 참판에 이르렀다. 14세손 변사정(邊士貞)이 임진왜란 때 남원에서 의병장으로 활약하여 선무원종공신(宣武原從功臣)에 녹훈되었다. 2015년 인구는 2,490명이다.

### 황주 변씨
황주 변씨(黃州 邉氏)의 시조 변려(邊呂)는 송나라 농서(隴西) 사람으로 북송(北宋)이 망하자 고려로 귀화하였다고 한다. 그는 1232년(고려 고종19) 몽골이 송경을 침입하자 강화로 피나간 고종(高宗)을 시종하는데 공을 세워 상장군(上將軍)로 태천백(泰川伯)에 봉해지고 황주(黃州: 황해북도 황주군)에 세거하였다고 한다. 하지만 시조에 앞서 균여(均如, 923년 ~ 973년)가 있다.
황주 변씨는 조선시대 문과 급제자 8명을 배출하였다. 14세손 변이중(邊以中)이 임진왜란 때 화차(火車)를 제조하여 행주대첩 승리에 기여하였다. 17세손 변광보(邊光輔)가 소현세자의 딸인 경순군주(慶順郡主)의 남편으로 황창부위(黃昌副尉)에 봉해졌다. 19세손 변치명(邊致明)이 영조 때 공조판서(工曹判書)에 이르렀고, 변치명의 아들 변득양(邊得讓)도 정조 때 공조판서에 올랐다. 2015년 인구는 8,037명이다.

### 원주 변씨
원주 변씨(原州 邉氏) 시조 변안렬(邉安烈)은 원나라 심양(瀋陽) 출신이나 공민왕을 따라서 고려로 들어온 뒤 홍건적을 패주시켜 개성(開城)을 수복한 공으로 1등공신이 되었고, 왜구를 격퇴하여 원천부원군(原川府院君)에 봉해졌으며, 판삼사사(判三司事)와 영삼사사(領三司事)에 이르렀다.
변안렬은 원주 원씨(原州元氏)와 혼인하여 3형제를 두었는데, 장남 변현(邉顯)은 봉상시사(奉常寺事), 차남 변이(邉頤)는 도총제(都摠制), 삼남 변예(邉預)는 훈련원사(訓鍊院事)를 역임하였다. 변이의 4남 변상회(邉尙會)가 호조참판(戶曹參判)에 이르렀고, 7남 변상복(邉尙服)은 덕천옹주(德川翁主)와 혼인하여 원주위(原州尉)에 봉해졌다. 변상회의 아들 변수(邉修)는 중종반정에 가담하여 정국공신(靖國功臣) 2등에 책록되고 원천군(原川君)에 봉해졌으며 이조참판(吏曹參判)에 이르렀다.
원주 변씨는 조선시대 문과 급제자 32명을 배출하였다. 2015년 인구는 47,804명이다.